# Mandela-Plan
Der Mandela-Plan (kurz M-Plan) war eine 1952 geheim entwickelte, oppositionelle Organisationsweise des African National Congress (ANC) und Teil der Anti-Apartheids-Bewegung in Südafrika. Benannt wurde er nach seinem Begründer, dem damaligen Widerstandskämpfer und späteren Präsidenten Südafrikas, Nelson Mandela. Wesentliche Merkmale waren eine kleinteilige, geografische Hierarchie und ein volksnahes, lokales Bildungsangebot.

## Hintergründe
Seit den 1950er Jahren unterwarf das Apartheidsregime Südafrikas die politische Arbeit regierungskritischer Gruppen, so auch des ANC, mit gesetzlichen Maßnahmen zunehmenden Einschränkungen. Hierzu zählten unter anderem Beschränkungen der Versammlungsfreiheit. Politische Veranstaltungen wurden teilweise von der Polizei aufgelöst. Führende ANC-Politiker, wie Nelson Mandela, wurden auf Basis des Suppression of Communism Act inhaftiert oder unter Bann gestellt, der den Wechsel des Aufenthaltsortes nur nach vorheriger Genehmigung gestattete, die öffentlichen Aktivitäten stark einschränkten und Kontakt- sowie Zitierverbote beinhalten konnte. Es war zu diesem Zeitpunkt damit zu rechnen, dass die Regierung den ANC als politische Organisation für illegal erklären und die offizielle Parteiarbeit ganz unterbinden könnte, wie es einige Jahre später tatsächlich geschah.
In dieser Situation legte Nelson Mandela dem Exekutivkomitee des ANC nahe, einen Plan zu entwickeln, der es der Massenorganisation erlauben sollte, auch ohne zentrale Versammlungen Entscheidungen zu treffen und Nachrichten zu verbreiten. Die Verbindung zwischen den Funktionsträgern und der politischen Basis sollte so auch in der erwarteten Illegalität Bestand haben. Insbesondere sollte gebannten und im Untergrund tätigen Funktionären die Führung ermöglicht werden. Zudem diente der Plan dem Zweck, neue Mitglieder zu rekrutieren und auf lokale sowie nationale Probleme geschlossen reagieren zu können.

## Struktur

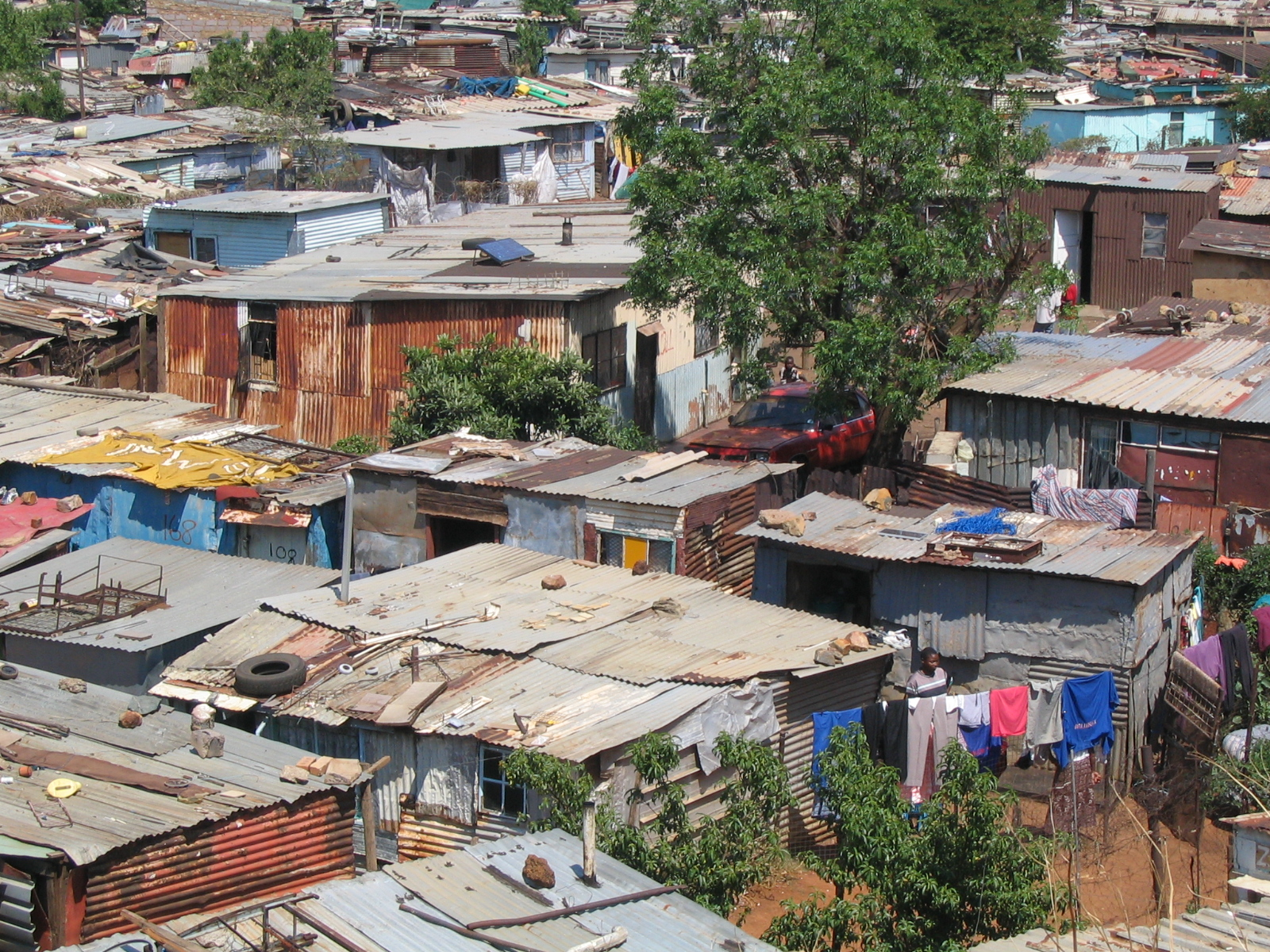
Häuserzeilen eines Townships (hier Soweto) bildeten die Grundeinheiten im Mandela-Plan.

Ein wesentliches Merkmal des Plans war das Mehrebenensystem, das einerseits individuelle und lokale Gegebenheiten berücksichtigte, andererseits aber auch übergeordnete Ausführungen ermöglichte. Im Einzelnen nannte Mandela folgende Ebenen:
- Zelle: kleinste Einheit, die in Townships aus rund 10 Häusern einer Straße bestand, für die ein Zellenleiter zuständig war
- Straße: bestehend aus mehreren Zellen einer Straße mit mehr als zehn Häusern, für die ein Straßenleiter zuständig war
- Zone: bestehend aus mehreren Straßen, für die ein Oberleiter zuständig war

Die Leiter der jeweiligen Ebene waren dem nächsthöheren Leiter berichtspflichtig, so dass der Zellenleiter dem Straßenleiter und dieser wiederum dem Oberleiter Bericht erstattete. Der Oberleiter war des Weiteren dem Sekretariat der Ortsgruppe verantwortlich. Das Sekretariat war ein Unterausschuss der Ortsgruppenexekutive, die dem Bezirkssekretär berichtete usw.
Mandelas Absicht war, dass die Zellen- und Straßenleiter die Personen und Familien ihres Bereichs so gut kennenlernten, dass lokale Vertrauensnetzwerke entstünden. Die Zellenleiter hatten Zusammenkünfte zu arrangieren, politische Seminare abzuhalten und Beiträge einzusammeln. Sie sollten als Verankerung im Volk fungieren.
Aufgrund der sozialen Dichte in den untersten Ebenen war der Plan auf städtische Strukturen ausgelegt. Er sollte aber auch auf ländliche Räume übertragbar sein.

## Umsetzung
Mandela diskutierte die Grundzüge des Plans in geheimen Treffen mit Funktionären von ANC und SAIC (Organisation der indischstämmigen Bevölkerungsgruppe Südafrikas). Die Umsetzung wurde erschwert, da besonders entlegene Außenposten den Plan mit der Begründung ablehnten, er wirke zentralistisch.
Der ANC leistete daraufhin landesweite, politische Aufklärung für einfache Parteimitglieder und Sympathisanten. Es wurden drei Kursangebote mit folgenden Themenschwerpunkten entwickelt:
1. Die Welt, in der wir leben
2. Wie wir regiert werden
3. Die Notwendigkeit des Wandels

Die Kurse behandelten unterschiedliche Politik- und Wirtschaftssysteme weltweit (Kapitalismus und Sozialismus) sowie die soziale Situation in Südafrika unter besonderer Berücksichtigung der Rassentrennung. Auch Mandela selbst hielt des Öfteren Abendvorträge. Das Ziel bestand neben der Förderung von Antirassismus und Kapitalismuskritik aus der Aufrechterhaltung der Parteidisziplin und dem Kontakt zur Basis des ANC. Die Teilnehmer wurden aufgefordert, den Lernstoff an ihre Familie und Freunde weiterzugeben.
Laut Mandela wurde der Plan nur mit geringem Erfolg umgesetzt. Obwohl der Plan in einzelnen Landesteilen und Städten Südafrikas (etwa Ostkap und Port Elizabeth) als Mittel des Widerstands Anwendung fand, so Mandela, sei er den Mitgliedern nicht ausreichend vermittelt worden. Dies sei auf den Mangel an angestellten Organisatoren sowie auf gruppeninterne Meinungsverschiedenheiten zurückzuführen. Regionale Funktionäre hätten sich gegen den Plan gewehrt, da sie dächten, er nähme ihnen lokalpolitische Macht. Anderen Funktionären sei die Gefahr und Tragweite des bevorstehenden ANC-Verbots nicht bewusst gewesen.

## Weblink
- Raymond Suttner: The African National Congress (ANC) Underground: From the M-Plan to Rivonia. In: South African Historical Journal, Jg. 49 (2003), S. 123–146. online auf www.sahistory.org.za (englisch)